# Praxis Filosófica
Praxis Filosófica  Nueva Serie es una revista semestral del Departamento de Filosofía de la Universidad del Valle (Cali-Colombia), editada y financiada por la misma universidad que se publica desde 1977. Su principal objetivo es divulgar escritos originales, avances y resultados de investigación producidos en las distintas áreas de la filosofía. Originalmente el nombre de la revista era PraxisFilosófica, pero desde 1990  se conoce como  Praxis Filosófica Nueva Serie puesto que en ese periodo se retoma la publicación de la revista que había sido suspendida por causas presupuestales.  Hoy en día a ´pesar de la modificación del nombre se la reconoce también por su nombre original. 
La revista ofrece sus páginas a la comunidad nacional e internacional para la publicación en español, inglés, francés, alemán, italiano y portugués de artículos, crítica de libros, reseñas críticas de obras recientes (no mayor a dos años), réplicas y  entrevistas en todas las líneas de la filosofía. Los artículos son sometidos a un proceso de arbitraje doble ciego y el contenido de los originales publicados es responsabilidad exclusiva de sus autores.

## Indexación e impacto
La revista Praxis Filosófica aparece registrada en las bases de datos:
Índice Bibliográfico Nacional Publindex de Revistas Científicas y Tecnológicas Colombianas de Colciencias, Categoría A2; Ulrich´s International PeriodicalDirectory (R.R. Bowker, New Jersey, USA); The philosopher’sIndex, Philosophy Documentation Center (USA); Informe Académico Thomson Gale (USA); Latindex; Dialnet, Hemeroteca virtual de revistas científicas españolas e hispanoamericanas; y SciELO (ScientificElectronic Library Online); Fuente Académica Premier – EBSCO; que recogen de forma sistemática los trabajos originales publicados en Praxis Filosófica.

## Audiencia
Praxis Filosófica está dirigida a los diferentes estudiosos, académicos e investigadores interesados en el área de la filosofía. El alcance de los artículos publicados en la revista es mundial debido a que sus contenidos se publican en texto completo en el siguiente enlace: http://praxisfilosofica.univalle.edu.co/

## Política de acceso abierto
Praxis Filosófica ofrece acceso en línea gratuito a todos sus artículos en su sitio web, y en los repositorios Publindex,  Scielo Colombia. Praxis Filosófica hace parte del Directorio de Revistas de Acceso Abierto (DOAJ).

## Lista de editores
| Año  | Editor                                               |
| ---- | ---------------------------------------------------- |
| 1977 | Daniel Herrera                                       |
| 1981 | Jean- Paul Margot                                    |
| 1982 | Adolfo León Gómez G.                                 |
| 1984 | Sin director (no hubo publicaciones en este periodo) |
| 1990 | Adolfo León Gómez                                    |
| 1992 | Angelo Papachini                                     |
| 1997 | Juan Manuel Cuartas R.                               |
| 2000 | Marc Jean Bernard                                    |
| 2001 | Luis Humberto Hernández                              |
| 2004 | Germán Guerrero Pino                                 |
| 2008 | Julián Fernando Trujillo                             |
| 2009 | Germán Guerrero Pino                                 |
| 2011 | Luis Humberto Hernández                              |
| 2012 | William Álvarez                                      |
| 2014 | François Gagin                                       |

## Artículos destacados
1) Margot, Jean.-Paul. Libertad y necesidad en Spinoza. (2011). Praxis Filosófica,Nueva Serie No. 32, pp. 27-44.
2) Tomasini,Alejandro .Razones y causas: Wittgenstein versus Davidson. (2016). Praxis Filosófica,Nueva Serie No.43, pp. 13-36
3) Apostel, L. ¿Cuál es la fuerza de un argumento? Algunos problemas y sugerencias. (2007)  Praxis Filosófica, Nueva Serie No.25, pp. 129-134
4) Krause, D. Einstein y la indiscernibilidad .(2006). Praxis Filosófica, Nueva Serie,No. 22, pp. 113-130
5) Mosterín, Jesus. Limites del conocimiento cosmológico. (1993).Praxis Filosófica Nueva serie, No. 43 
6) Cortina, Adela La ética dialógica ante el problema de la violencia .(1995).Praxis Filosófica Nueva serie, No. 5
7) Fernández, Lelio. Las dos preocupaciones de radicales de Baruc Spinoza. (1992).Praxis Filosófica Nueva serie, No. 3
8) López Astorga, Miguel. The formal discipline theory and mental logic.(2015). Praxis Filosófica, Nueva Serie. No. 41 pp 11-26
9)  Racionero, Quintín.  Logos, mito y discurso probable. En torno a la escritura del Timeo de Platón. (1999). Praxis Filosófica, Nueva Serie. Nos. 8/9, pp. 155-187